# Walter Hatzack

Walter Hatzack (n. 31 octombrie 1904, Sebeșul Săsesc – d. 1 ianuarie 1986, Nürnberg) a fost un scriitor de limba germană, sas originar din Transilvania, România.
Walter Hatzack a fost unul dintre fiii păpușarului Hatzak, care juca teatru de păpuși în turnee prin satele săsești.
A fost căsătorit cu scriitoarea în dialectul săsesc Maria Haydl (1910 - 1969) și împreună au avut, în tinerețe, o librărie.

## Scrieri[5]
- Urahnen, Schicksalswende Und Kasperletheater in Ost Und West (Auch Politisch Gesehen) Editura J.G. Blaschke, 1982, ISBN 3705316710 ; ISBN 9783705316713
- Im Fluge durch die Zeit !/ Urahnen- Schicksalswende und Kasperletheater
- Urahnen - Schicksalswende und Kasperletheater (Band II), Im Fluge durch die Zeit !, Erinnerungen und Erlebnisse im Urlaub, Wandern und Reisen in Deutschland, in Rumänien und durch andere Länder, Thaurdruck, Giesriegl Ges.m.b.H., Thaur/Tirol, 1985.